# Opsaridium engrauloides
Opsaridium engrauloides és una espècie de peix cipriniforme de la família dels ciprínids.

## Morfologia
Els mascles poden assolir els 6,7 cm de longitud total.

## Distribució geogràfica
Es troba a Àfrica: riu Ubangui.